# Unicodeblock Währungszeichen
Der Unicodeblock Währungszeichen (englisch Currency Symbols, U+20A0 bis U+20CF) enthält viele Währungssymbole, die nicht aus Buchstaben bzw. normalen Schriftzeichen der jeweiligen Landessprachen bestehen (also z. B. nicht DM für D-Mark, S für Schilling, Fr. für Franken oder руб. für Rubel). Ebenfalls nicht enthalten sind die Währungszeichen $, ¢, £, ¥ und das allgemeine Währungszeichen ¤, die bereits in ASCII (das Dollarzeichen) bzw. ISO 8859-1 (die anderen genannten Zeichen) aufgenommen wurden und somit in den ersten beiden Unicode-Blöcken (Basis-Lateinisch und Lateinisch-1, Ergänzung) untergekommen sind, sowie der Baht (฿), der Riel (៛), der Rial (﷼) und der Afghani (؋), die ebenfalls bereits anderweitig belegt sind.

## Tabelle
Alle Zeichen haben die allgemeine Kategorie „Währungssymbol“ und die Bidirektionale Klasse „europäisches Schlusszeichen“.
| Unicodenummer | Zeichen (400 %) | Offizielle Bezeichnung | Beschreibung                                                                  |
| ------------- | --------------- | ---------------------- | ----------------------------------------------------------------------------- |
| U+20A0 (8352) | ₠               | EURO-CURRENCY SIGN     | Zeichen für die Europäische Währungseinheit                                   |
| U+20A1 (8353) | ₡               | COLON SIGN             | Colónzeichen                                                                  |
| U+20A2 (8354) | ₢               | CRUZEIRO SIGN          | Cruzeirozeichen                                                               |
| U+20A3 (8355) | ₣               | FRENCH FRANC SIGN      | Franczeichen (nicht verwendeter Entwurf von 1988 für den Französischen Franc) |
| U+20A4 (8356) | ₤               | LIRA SIGN              | Lirazeichen                                                                   |
| U+20A5 (8357) | ₥               | MILL SIGN              | Millzeichen                                                                   |
| U+20A6 (8358) | ₦               | NAIRA SIGN             | Nairazeichen                                                                  |
| U+20A7 (8359) | ₧               | PESETA SIGN            | Pesetazeichen                                                                 |
| U+20A8 (8360) | ₨               | RUPEE SIGN             | Rupienzeichen                                                                 |
| U+20A9 (8361) | ₩               | WON SIGN               | Wonzeichen                                                                    |
| U+20AA (8362) | ₪               | NEW SHEQEL SIGN        | Schekelzeichen                                                                |
| U+20AB (8363) | ₫               | DONG SIGN              | Đồngzeichen                                                                   |
| U+20AC (8364) | €               | EURO SIGN              | Eurozeichen                                                                   |
| U+20AD (8365) | ₭               | KIP SIGN               | Kipzeichen                                                                    |
| U+20AE (8366) | ₮               | TUGRIK SIGN            | Tögrögzeichen                                                                 |
| U+20AF (8367) | ₯               | DRACHMA SIGN           | Drachmenzeichen                                                               |
| U+20B0 (8368) | ₰               | GERMAN PENNY SIGN      | Pfennigzeichen                                                                |
| U+20B1 (8369) | ₱               | PESO SIGN              | Pesozeichen                                                                   |
| U+20B2 (8370) | ₲               | GUARANI SIGN           | Guaranízeichen                                                                |
| U+20B3 (8371) | ₳               | AUSTRAL SIGN           | Australzeichen                                                                |
| U+20B4 (8372) | ₴               | HRYVNIA SIGN           | Hrywnjazeichen                                                                |
| U+20B5 (8373) | ₵               | CEDI SIGN              | Cedizeichen                                                                   |
| U+20B6 (8374) | ₶               | LIVRE TOURNOIS SIGN    | Livre-Tournoise-Zeichen                                                       |
| U+20B7 (8375) | ₷               | SPESMILO SIGN          | Spesmilozeichen                                                               |
| U+20B8 (8376) | ₸               | TENGE SIGN             | Tengezeichen                                                                  |
| U+20B9 (8377) | ₹               | INDIAN RUPEE SIGN      | Indisches Rupienzeichen                                                       |
| U+20BA (8378) | ₺               | TURKISH LIRA SIGN      | Türkisches Lirazeichen                                                        |
| U+20BB (8379) | ₻               | NORDIC MARK SIGN       | Nordisches Markzeichen (historisch; in Dänemark und Norwegen)                 |
| U+20BC (8380) | ₼               | MANAT SIGN             | Manat-Zeichen                                                                 |
| U+20BD (8381) | ₽               | RUBLE SIGN             | Rubel-Zeichen                                                                 |
| U+20BE (8382) | ₾               | LARI SIGN              | Zeichen für den georgischen Lari                                              |
| U+20BF (8383) | ₿               | BITCOIN SIGN           | Bitcoin-Zeichen                                                               |
| U+20C0 (8384) | ⃀               | SOM SIGN               | Zeichen für den kirgisischen Som                                              |